# الحياة كفاح (فلم)
الحياة كفاح فيلم مغربي من إنتاج سنة 1968 ومن إخراج مشترك بين أحمد المسناوي ومحمد التازي. يعتبر أول فيلم مغربي روائي طويل حقيقي، وفق المعايير السينمائية الدولية، حيث تصل مدته إلى 105 دقائق.

## القصة
يتحدث الفليم عن قصة كفاح المغني المغربي الشهير عبد الوهاب الدكالي في إطار موضوع موسيقي غنائي.

## روابط خارجية
- الحياة كفاح على موقع IMDb (الإنجليزية)
- الحياة كفاح على موقع قاعدة بيانات الفيلم (الإنجليزية)
- الحياة كفاح على موقع ليتربوكسد (الإنجليزية)
- الحياة كفاح على موقع كينوبويسك (الروسية)